# Ira Webb
Ira S. Webb (* 12. Mai 1899 in Scottdale, Pennsylvania; † 9. Dezember 1971 in Los Angeles, Kalifornien) war ein US-amerikanischer Filmproduzent, Regisseur, Artdirector und Szenenbildner, der 1944 den Oscar für das beste Szenenbild gewann und zwei weitere Male für diesen Oscar nominiert war.

## Leben
Webb begann seine Tätigkeit in der Filmwirtschaft Hollywoods 1935 als Artdirector, Produktionsmanager, Szenenbildner und Regieassistent in Filmen wie Skull and Crown, Midnight Phantom, The Live Wire und Never Too Late. Später war er auch als Filmproduzent und Drehbuchautor tätig und wirkte im Laufe seiner Karriere an der Herstellung von über achtzig Filmen mit.
Bei der Oscarverleihung 1943 war er zusammen mit Alexander Golitzen, Jack Otterson und Russell A. Gausman erstmals für den Oscar für das beste Szenenbild nominiert und zwar für den Farbfilm Arabische Nächte (1942), ein unter der Regie von John Rawlins entstandener Abenteuerfilm mit Jon Hall, Sabu und María Montez in den Hauptrollen.
1944 gewann er gemeinsam mit Golitzen, John B. Goodman und Gausman den Oscar in dieser Kategorie für den Farbfilm Phantom der Oper (1943) nach dem gleichnamigen Roman von Gaston Leroux, der von Regisseur Arthur Lubin mit Claude Rains, Susanna Foster und Nelson Eddy inszeniert wurde.
Eine weitere Nominierung für den Oscar für das beste Szenenbild erhielt er schließlich 1945 abermals mit Goodman, Golitzen und Gausman für den Farbfilm The Climax (1944), einem von George Waggner gedrehten Horrorfilm mit Boris Karloff, Susanna Foster und Turhan Bey in den Hauptrollen.
Ira Webb war ein jüngerer Bruder des Produzenten, Regisseurs und Drehbuchautors Harry S. Webb sowie Onkel von dessen Söhnen, der Regieassistenten und Produktionsmanager Gordon A. Webb und Robert Melvin Webb.

## Filmografie (Auswahl)

### Artdirector und Szenenbildner
- 1935: Skull and Crown
- 1936: Fast Bullets
- 1942: The Silver Bullet
- 1942: Pittsburgh
- 1944: Follow the Boys
- 1944: The Climax

### Regieassistent und Regisseur
- 1935: Never Too Late
- 1939: El Diablo Rides
- 1940: Wild Horse Valley
- 1947: Fuzzy und das krumme Ding (Cheyenne Takes Over)
- 1951: Tödliche Pfeile (Little Big Horn)
- 1956: Godzilla, King of the Monsters!

### Produktionsmanager und Produzent
- 1935: The Live Wire
- 1948: Dead Man’s Gold
- 1949: Der Geisterschütze (Rimfire)
- 1950: The Dalton’s Women
- 1950: Harte Männer aus Wildwest (Hostile Country)
- 1952: Cowboy G-Men (Fernsehserie)
- 1952: The Black Lash
- 1956: Kentucky Rifle

## Auszeichnungen
- 1944: Oscar für das beste Szenenbild